# Une femme fuyant l'annonce
Une femme fuyant l'annonce (en hébreu אשה בורחת מבשורה dont la translittération est Icha boharat mibsora) est un roman israélien de David Grossman publié originellement en 2008.
La traduction en français paraît le 18 août 2011 aux éditions du Seuil. Le roman reçoit le prix Médicis étranger en 2011 et est consacré la même année Meilleur livre de l'année du magazine Lire. Lors de sa parution en livre de poche, il reçoit le prix du meilleur roman des lecteurs de Points en 2013.

## Résumé
Deux quinquagénaires, Ora et Avram, partent, en 2003, sac au dos, sur le sentier national israélien, délibérément sans téléphone portable. 
Ora, mariée à Ilan, mère d'Adam et Ofer, est à l'initiative, malgré elle.
Son mari s'est séparé d'elle et a entraîné son premier fils dans un trek en Amérique du sud.
Elle a organisé ce trek israélien pour fêter la fin du service militaire (de 3 ans) de son second fils, Ofer.
Mais Ofer s'est porté volontaire pour une opération surprise de la seconde intifada.
Et elle craint qu'on ne vienne lui annoncer sa mort au combat.
Elle sort de sa léthargie Avram, le père véritable d'Ofer, qui n'a pas pu, en trente ans, surmonter les tortures subies au cours de sa détention par des soldats égyptiens lors de la Guerre du Kippour (1973).
Les vies croisées des trois adultes, et les vies contrastées des deux jeunes, sont au centre du roman. Leur survie et leurs rencontres ébauchent une vision du monde israélien de ces années-là.
La première partie, plus angoissante encore, évoque l'époque où les trois enfants se sont rencontrés dans un hôpital pour enfants traumatisés, dans les années 1960. 
Une approche serrée figure sur le blog jacquesdesrosiers.

## Réception critique
Le magazine Télérama lui accorde sa note maximale de TTT tandis que le critique du Monde considère que ce « roman grave, profond, éminemment bouleversant » est « tout à la fois hommage et tombeau, hymne à la vie et oratorio de la douleur ».

## Éditions
- Éditions du Seuil, coll. « Cadre vert », 2011  (ISBN 978-2021004625).
- Éditions Points, 2012,  (ISBN 978-2757830413).